# La cugina del prete
La cugina del prete (The Fireworks Woman) è un film pornografico del 1975 diretto da Wes Craven con lo pseudonimo Abe Snake. Si tratta del primo film di Craven al di fuori del genere horror e thriller.

## Trama
La giovane Angela è innamorata e attratta da suo cugino (fratello nella versione originale) Peter, prossimo a prendere i voti come sacerdote. Questo provoca nella giovane imbarazzo, turbamento e soprattutto dei grossi sensi di colpa. Per cercare di liberarsi da questa ossessione per il cugino, la ragazza cercherà di intraprendere un viaggio iniziatico e maledetto nei meandri più oscuri e perversi del mondo del sesso; sin quando incontrerà una sorta di mefistofelico personaggio che si fa chiamare l'uomo dei fuochi d'artificio, che condurrà la giovane Angela sempre più in una discesa agli inferi.